# Tanglopper
Tangloppe-ordenen (Amphipoda) omfatter ca. 8500 forskellige beskrevne arter. Arterne er små og rejelignende. Kroppen er normalt sammentrykt fra siderne. På forkroppen er de to første par ben gribeben, dernæst to par ben, der medvirker ved fødeoptagelsen, og til sidst tre par gangben. Desuden findes tre par svømmeben og tre par "springben" på bagkroppen.
De fleste arter er havlevende, bl.a. den hjemlige tangloppe.
Enkelte arter er ferskvandslevende, som ferskvandstangloppen.
Gammaracanthuskytodermogammarus loricatobaicalensis, en Amphipoda, fik det længste systematiske navn for en organisme, indtil den var omstødt af den ICZN.

## Arter
- Almindelig tangloppe (Gammarus locusta)
- Ferskvandstangloppe (Gammarus pulex)